# La madonnina del porto
La madonnina del porto (Tess of the Storm Country) è un film del 1932 diretto da Alfred Santell. Prodotto dalla Fox Film Corporation e uscito nelle sale statunitensi il 20 novembre 1932, il film ha come protagonisti Janet Gaynor e Charles Farrell ed è basato su un romanzo di Grace Miller White dal quale erano già stati tratti i film muti Tess of the Storm Country (1914) e La ragazza del West (1922), entrambi con protagonista Mary Pickford.

## Distribuzione

### Data di uscita
Le date di uscita internazionali sono state:
- 20 novembre 1932 negli Stati Uniti
- 15 gennaio 1933 in Finlandia
- 20 febbraio in Spagna (Teresita)
- 3 giugno in Portogallo (Tess no país dos ódios)
- 31 agosto 1933 a Genova in Italia, al cinema teatro Odeon